# Campionati svizzeri di sci alpino 1991
Ai Campionati svizzeri di sci alpino 1991 furono assegnati i titoli di discesa libera, supergigante, slalom gigante, slalom speciale e combinata, sia maschili sia femminili; oltre agli sciatori svizzeri, poterono concorrere al titolo anche gli sciatori di nazionalità liechtensteinese.

## Risultati
| Specialità      | Uomini        | Donne                |
| --------------- | ------------- | -------------------- |
| Discesa libera  | Franz Heinzer | Chantal Bournissen   |
| Supergigante    | Daniel Mahrer | Chantal Bournissen   |
| Slalom gigante  | Urs Kälin     | Vreni Schneider      |
| Slalom speciale | Paul Accola   | Gabriela Zingre-Graf |
| Combinata       | Paul Accola   | Manuela Heubi        |